# Shokuhin-Sanpuru

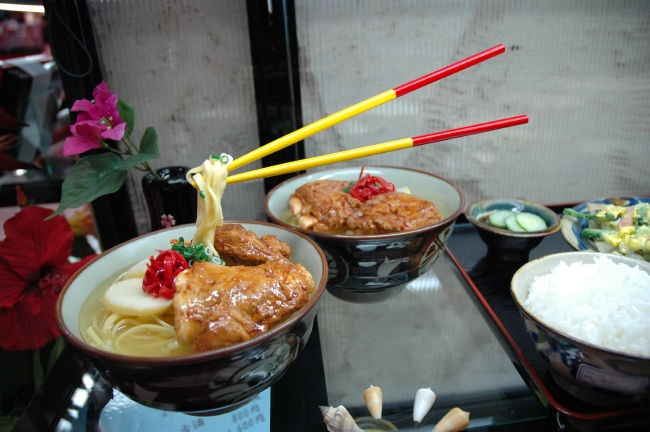
Das falsche Essen kann elaborierte Formen annehmen

Shokuhin Sanpuru (jap. 食品サンプル, Shokuhin sanpuru, dt. „Lebensmittelbeispiel“) ist die japanische Bezeichnung für nachgemachte Gerichte aus Plastik oder Wachs. Diese Nahrungsimitate befinden sich bei fast allen japanischen Restaurants in der Auslage und ermöglichen so den Kunden, das angebotene Essen vor dem Eintritt optisch zu beurteilen. Die Praxis geht auf das Jahr 1917 zurück, entstanden ist sie vor allem, um der Kundschaft das damals fremdartige und neue Essen aus Europa und Amerika zu erklären.